# Ulrika Bergman
Ulrika Bergman (Östersund, 11 de junho de 1975) é uma curler sueca.